# 아이다 로만
아이다 나빌라 로만 아로요(스페인어: Aída Nabila Román Arroyo, 1988년 5월 21일~)는 멕시코의 여자 양궁 선수이다. 대한민국 출신의 이웅 감독의 지도를 받고 있다. 2008년 하계 올림픽에 참가, 개인전 16강전에서 조선민주주의인민공화국의 권은실에게 져 탈락했다. 2012년 하계 올림픽에서는 단체전 8강전에서 일본에 져 탈락했고, 개인전에는 결승전에 진출, 대한민국의 기보배에게 패해 은메달을 획득했다. 멕시코 최초의 올림픽 양궁 메달리스트이기도 하다.